# Kesra (ville)
Pour les articles homonymes, voir Kesra.
Kesra (arabe : كسرى) est une ville du Nord-Ouest de la Tunisie située sur la bordure nord de la dorsale tunisienne.
Chef-lieu de la délégation du même nom, la ville compte 2 602 habitants en 2014.
Le vieux village abrite le musée du patrimoine traditionnel de Kesra.